# Nedokromil
A nedokromil légszomj és az asztma által okozott egyéb légzési nehézségek elleni gyógyszer. Inhalátorral belélegezhető formában, ill. a szem allergiás reakciói ellen folyadék (szemcsepp) formájában is kapható.
A nedokromilt a kromon származékai közé sorolják. Akadályozza a hízósejtek degranulációját, gátolja a hisztamin- és triptázkibocsátást, ezáltal a prosztaglandinok és leukotriének szintézisét.

## Készítmények[1]
- Alocril
- Brionil
- Cetimil
- Halamid
- Ildor
- Irtan
- Kovilen
- Kovinal
- Mireze
- Rapitil
- Tilad
- Tilade
- Tilaire
- Tilarin
- Tilavist

Albiterol-szulfáttal kombinált készítmény: Zarent.

## Fordítás
- Ez a szócikk részben vagy egészben  a   Nedocromil című angol Wikipédia-szócikk fordításán alapul.  Az eredeti cikk szerkesztőit annak laptörténete sorolja fel. Ez a jelzés csupán a megfogalmazás eredetét és a szerzői jogokat jelzi, nem szolgál a cikkben szereplő információk forrásmegjelöléseként.